# Рощин, Антон Владимирович
Антон Владимирович Рощин (род. 24 марта 2005, Астрахань) — российский футболист, полузащитник московского «Спартака», выступающий на правах аренды за «Ленинградец».

## Клубная карьера
Начал заниматься футболом в родной Астрахани, в академии «Волгаря». В 13 лет ездил на просмотр в академию московского «Спартака», но не прошёл отбор, после чего был зачислен в академию «Мастер-Сатурна», где пробыл один сезон. Во время выступлений за «Мастер-Сатурн» проявил себя в товарищеском матче против академии «Спартака» и был в неё приглашён. В детстве был ниже всех своих сверстников, но впоследствии вырос и стал с ними на одном уровне. В академии «Спартака» Рощин поначалу не проходил в первый состав, при этом он выделялся своей манерой игры: мог обыграть несколько соперников на маленьком участке поля так как имел маленькие габариты на фоне ровесников.
C 2021 года начал выступать за академию «Спартак» в Юношеской футбольной лиге. 31 июля 2021 года дебютировал в ЮФЛ-2 в матче 2-го тура против «Рубина» (1:2), выйдя на 71-й минуте. Всего в сезоне 2021/22 в ЮФЛ-2 провёл пять матчей. В команде 2005 года рождения в ЮФЛ-2 Рощина не являлся игроком стартового состава. 30 июля 2022 года в матче 2-го тура против «Краснодара» (1:4) провёл свой первый матч в ЮФЛ-1, выйдя в стартовом составе. 3 сентября 2022 года забил свой первый мяч в ЮФЛ-1, поразив ворота «Строгино» (3:0) в матче 7-го тура. Первые два месяца весны 2023 года Рощин провёл в статусе игрока стартового состава команды ЮФЛ-1 и в пяти матчах забил три гола и сделал две голевые передачи. Всего в сезоне 2022/23 в ЮФЛ-1 провёл 18 матчей и забил шесть мячей. В январе 2023 года был переведён в молодёжную команду «Спартака». 17 марта 2023 года дебютировал в Молодёжной футбольной лиге в матче против московского «Динамо» (1:2), выйдя на 85-й минуте встречи. 28 апреля 2023 года забил свой первый мяч за молодёжный состав «Спартака», отличившись в матче против московского «Динамо» (2:4) на 5-й минуте встречи.
4 декабря 2023 года «Спартак» подписал новый контракт с Рощиным до конца 2026 года. Часть зимней предсезонной подготовки 2024 года он проводил с фарм-клубом «Спартаком-2», а затем впервые привлекался на тренировки с основной командой. Дебютировал за основной состав «Спартака» 21 апреля 2024 года в матче 25-го тура чемпионата России против «Ростова» (5:1), выйдя на 77-й минуте встречи вместо Кристофера Мартинса. Рощин стал первым игроком 2005 года рождения, вышедшим на поле за основную команду «Спартака». 16 июля 2024 года был арендован липецким «Металлургом» до конца сезона 2024/25 без права выкупа трансфера. Дебютировал за клуб 20 июля 2024 года в матче против «Краснодара-2» (2:2), выйдя на 77-й минуте встречи. Первый мяч за «Металлург» забил 29 сентября 2024 года в матче против ульяновской «Волги» (1:1), отличившись на 80-й минуте встречи. Всего за клуб во всех турнирах провёл 29 матчей и забил восемь мячей.
16 июля 2025 года был арендован «Ленинградцем» до конца сезона 2025/26.

## Личная жизнь
Отец — Владимир (род. 1980), также футболист, выступал за «Волгарь» и «Судостроитель».